# The View from Her Room
«The View from Her Room» es una canción interpretada por la banda galesa Weekend. La canción fue publicada como el sencillo debut de la banda y alcanzó el puesto #7 en la lista de sencillos independientes del Reino Unido.

## Lista de canciones
7" version
1. «The View from Her Room» – 4:05
2. «Leaves of Spring» – 2:33

12" version
1. «The View from Her Room» – 8:07
2. «Leaves of Spring» – 5:22

## Créditos y personal
Créditos adaptados desde las notas de sencillo.
Weekend
- Alison Statton – voz principal, guitarra bajo
- Simon Booth – guitarra
- Spike – guitarra

Músicos adicionales
- Philip Moxham – guitarra bajo (2)
- Mark [Williams] – batería
- Dawson [Miller] – percusión
- Harry Beckett – trompeta, fliscorno
- Olaf Vas – saxofón alto y barítono
- Larry Stabbins – saxofón tenor

Personal técnico
- Simon Jeffes – producción
- Eric [Radcliffe] – ingeniero de audio
- Pounda – masterización

## Posicionamiento
| Gráfica (1982)                             | Pico de posición |
| ------------------------------------------ | ---------------- |
| Reino Unido (UK Independent Singles Chart) | 7                |